# Dinámica de la atmósfera

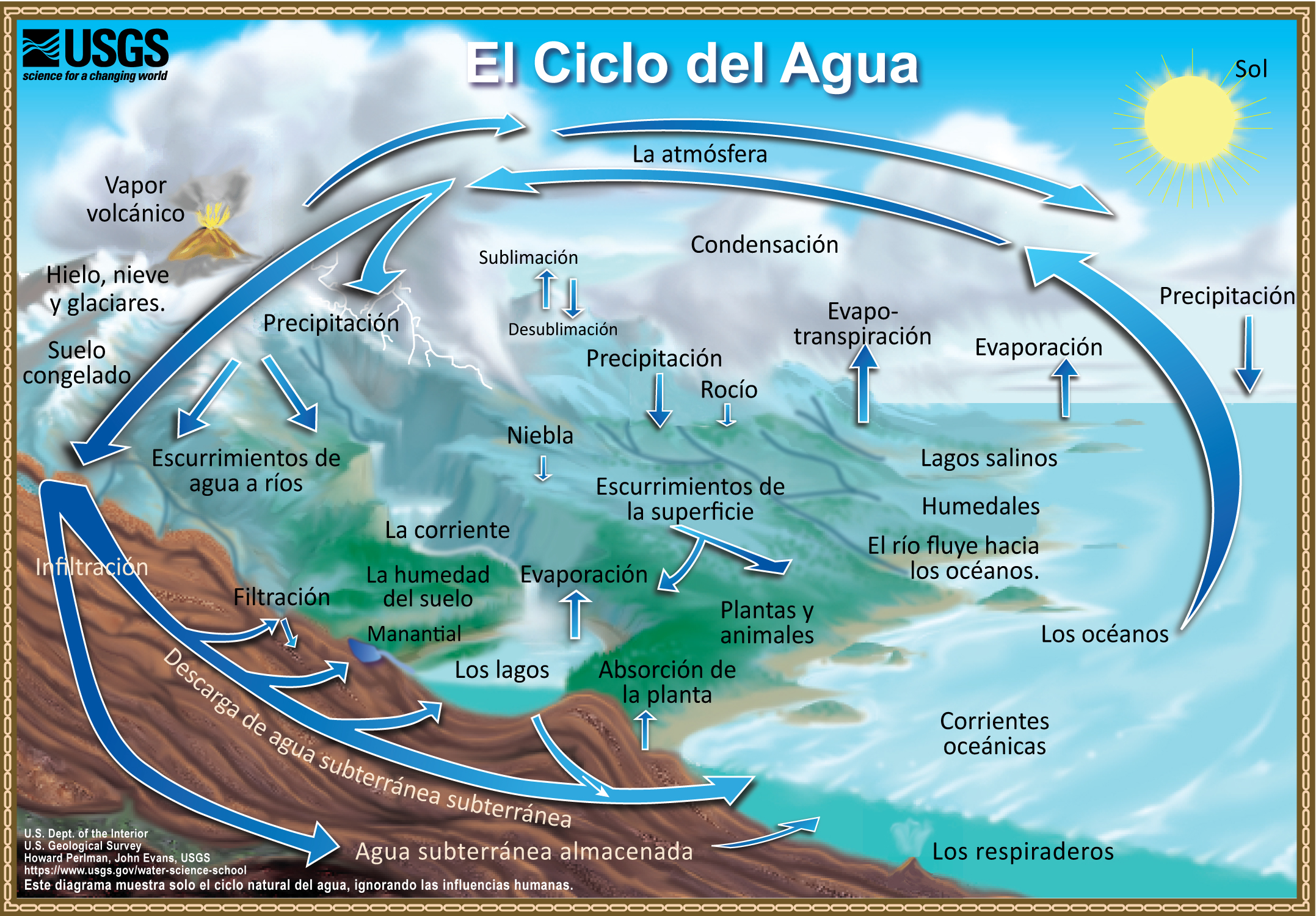
El ciclo hidrológico o ciclo del agua en la naturaleza viene a servir de síntesis de la dinámica atmosférica

Este esquema simple de carbono en la naturaleza está situado en el sur de la tierra y muestra el movimiento de carbono entre tierra, atmósfera y océanos en miles de millones de toneladas por año. Las flechas indican los valores del flujo del carbono en la naturaleza.

Se llama dinámica de la atmósfera o dinámica atmosférica a una parte de la Termodinámica que estudia las leyes físicas y los flujos de energía involucrados en los procesos atmosféricos. Estos procesos presentan una gran ciclo mismo seno de la atmósfera como con las otras partes (sólida y líquida) de nuestro planeta.
La termodinámica establece tres leyes, además de lo que se conoce como principio cero de la termodinámica. Estas tres leyes rigen en todo el mundo físico-natural y constituyen la base científica de los procesos que constituyen el campo de la dinámica de la atmósfera.

## Estructura de la atmósfera
La atmósfera es la capa gaseosa que rodea a la Tierra envolviendo tanto a la parte sólida (litosfera) como líquida (hidrosfera) de nuestro planeta en razón a su menor densidad. Está compuesta por una mezcla de gases que forma el aire, cuyos principales componentes son el nitrógeno (78 %), el oxígeno (21 %) y otros gases que, en conjunto, sólo constituyen el 1 % restante. Estos gases más escasos tienen una gran importancia para la vida, en especial el vapor de agua (que entra a formar parte importante del ciclo hidrológico) y el CO2 (dióxido de carbono) que apenas llega a formar el 0,03 % del volumen total de la atmósfera, aunque constituye la "materia prima" con la que están formados todos los seres vivos.
La atmósfera está dividida en varias capas concéntricas que son, a partir de la superficie terrestre hacia arriba, la troposfera, la estratosfera, la mesosfera, la termosfera o ionosfera y la exosfera. Se denomina tropopausa a la discontinuidad existente entre la troposfera y la estratosfera, una franja caracterizada por un cambio bastante brusco en lo que a características físicas se refiere. La tropopausa alcanza una mayor altura de la zona ecuatorial (casi 20 km) y una mínima en las zonas polares (5-8 km) y esta diferencia se debe al abultamiento ecuatorial de la atmósfera producido por la fuerza centrífuga del movimiento de rotación terrestre, el cual tiene como contrapartida un achatamiento polar por la misma razón, es decir, por la menor fuerza centrífuga (y la mayor fuerza centrípeta por su menor distancia al centro de la Tierra) existente en las zonas polares. Como corolario obvio, la altura de la troposfera disminuye desde el ecuador hasta los polos, es decir, a mayor latitud, menor espesor y viceversa.

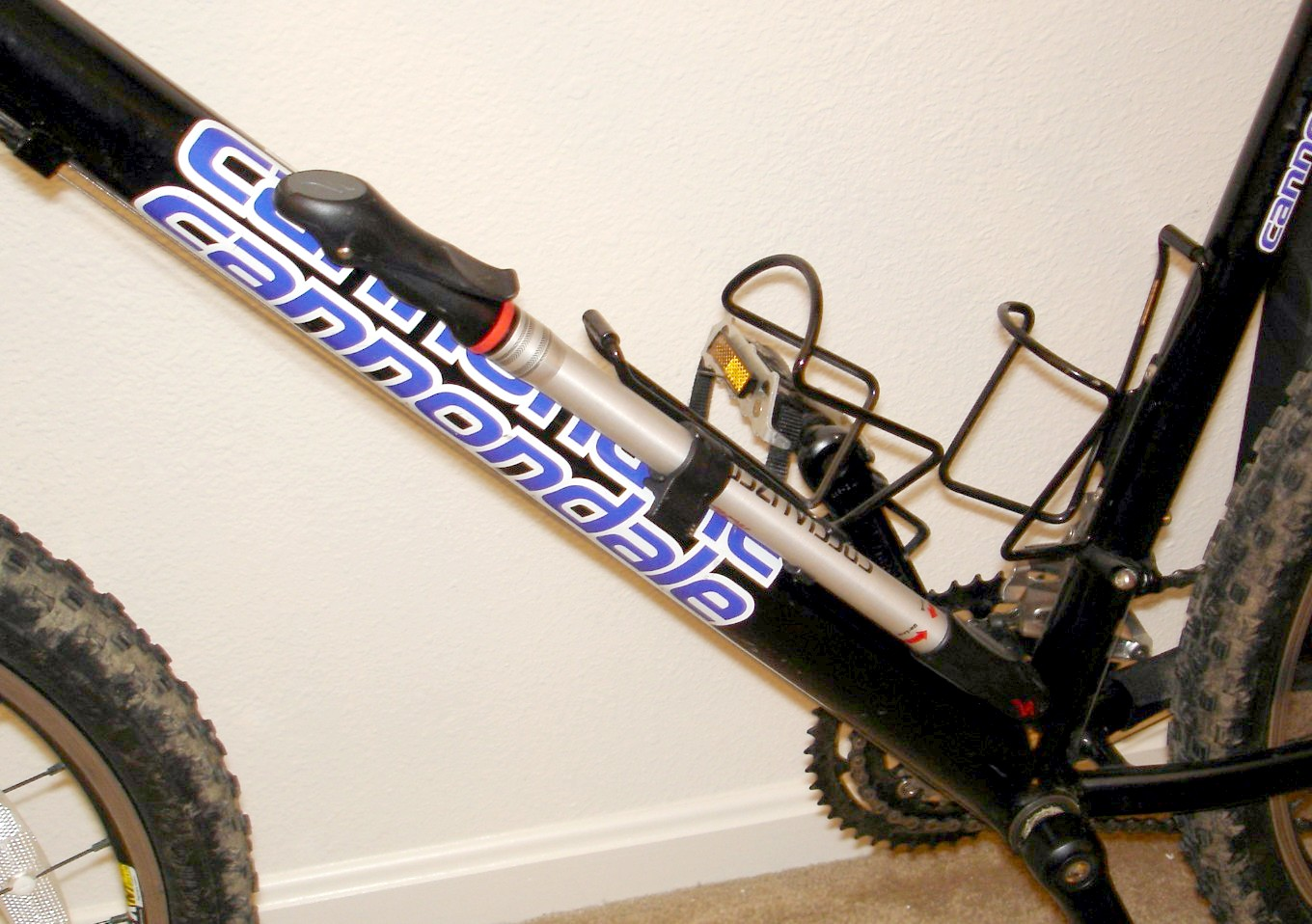
Bombín de inflar montado en el cuadro de una bicicleta de montaña. Dentro del tubo de color gris, se desplaza un émbolo movido con la palanca o asa de color negro, que comprime el aire a una presión superior a la que tiene la rueda, con lo que se produce el inflado de la misma. Al comprimir el aire, éste se calienta considerablemente, algo que se puede notar directamente con la mano que sostiene el bombín. Este fenómeno es buena prueba de que el aire actúa como si fuera un único gas ya que el fenómeno del calentamiento del aire en el interior se produciría aun en el caso de que la proporción del anhídrido carbónico fuese insignificante o muy elevada.

Casi la totalidad del aire (un 97 %) se encuentra a menos de 30 km de altura, encontrándose más del 75 % en la troposfera. El aire forma en la troposfera una mezcla de gases bastante homogénea a una temperatura y presión determinadas, hasta el punto de que su comportamiento es el equivalente al que tendría si estuviera compuesto por un solo gas ().
Siendo el aire una mezcla compresible de gases, la mayor parte del mismo se encuentra a pocos kilómetros de altura, formando lo que se llama la capa geográfica de la atmósfera (unos 3 km aproximadamente), donde se producen gran parte de los fenómenos atmosféricos de relevancia para los seres humanos. Más arriba de esta capa geográfica, aún encontrándonos en la troposfera, la proporción de gases se vuelve muy tenue, por lo que llega a hacerse irrespirable. La densidad del aire es una de las limitaciones más serias de la adaptabilidad del hombre en la superficie terrestre: así, el hábitat permanente del hombre localizado a mayor altura viene a estar en los Andes peruanos, a unos 5000 m s. n. m., como señala Eugene Schreider y ello es consistente con lo que se ha señalado con respecto al espesor de la atmósfera según la latitud ya que a esa altura de 5 km sería impensable la vida en las zonas templadas y, más aún, en las polares. En otras palabras, como el espesor de la atmósfera es mucho mayor en la zona intertropical, resulta habitable a mayor altura que en las zonas templadas y polares. Sin embargo, hay que aclarar que esa población que habita en los Andes peruanos, bolivianos, ecuatorianos y colombianos a altitudes considerables ha tenido que sufrir a lo largo de siglos y hasta miles de años, una adaptación al medio sumamente dura, hasta el punto de que su anatomía ha venido sufriendo profundos cambios morfológicos: las personas a esta altura tienen que tener unos pulmones mucho más grandes (para facilitar la respiración), un corazón con mayor capacidad (para aumentar su eficiencia en cuanto al bombeo de sangre) y otras modificaciones orgánicas, mientras que las que siempre han vivido a mucha menor altura pueden sufrir ciertas enfermedades (soroche o mal de montaña) cuando ascienden a esa altura ya que sus organismos no presentan dichos cambios evolutivos. Esta es la razón por la que los ciclistas colombianos, adaptados a las altitudes tan duras de los Andes han destacado en el Tour de Francia, precisamente, en las etapas de montaña.

## Flujos de energía en la atmósfera
Los flujos más importantes de energía en la atmósfera son los relacionados con el ciclo del agua y el ciclo del carbono ambos, desarrollados en la Naturaleza y que involucran a las porciones físicas de la misma (litosfera, hidrosfera y atmósfera) y por consiguiente, a la biósfera.

## Meteorología
Se denomina meteorología a la ciencia que estudia la física de la atmósfera. Por una parte se encarga de obtener información cuantitativa de fenómenos meteorológicos y, sobre la base de los mismos, explicar los procesos que ocurren en la atmósfera con los fines de estudiar no sólo los parámetros o elementos del clima en condiciones normales sino también en lo que se refiere a los extremos que se presenten a lo largo del tiempo y, en suma, a los valores estadísticos que definen los distintos tipos climáticos. En este último sentido, la meteorología constituye la base de la climatología.
También podría diferenciarse a la meteorología con respecto a la climatología indicando que la primera es un estudio estadístico y prospectivo del tiempo atmosférico a corto plazo (entre unas horas y varios días) y ese estudio a largo plazo (30 o 35 años, o más, como señala F. J. Monkhouse), sirve para caracterizar los distintos tipos de clima mediante el estudio comparativo de los elementos del mismo. Ese estudio de los elementos meteorológicos del clima debe realizarse a largo plazo para evitar el sesgo que podría tener a corto plazo ya que los datos de unos cuantos años de sequía o de lluvias intensas podrían distorsionar la caracterización del clima de un lugar, mientras que si es a largo plazo, esos datos suelen compensarse en el tiempo. Los datos meteorológicos que se toman para caracterizar el clima de un lugar determinado se denominan elementos del clima y son 5: temperatura atmosférica, que incluye la radiación solar como origen casi exclusivo del calor atmosférico, presión atmosférica, vientos, humedad atmosférica y precipitaciones. Todos estos elementos están relacionados entre sí: las diferencias espaciales de la temperatura atmosférica dan origen a diferencias espaciales de la presión atmosférica, a la evaporación y condensación del agua para formar las nubes y estas diferencias dan origen, a su vez, a los vientos, que se encargan de distribuir humedad, nubes y lluvias dando origen a lo que se conoce como el ciclo hidrológico, proceso fundamental que explica la vida de animales y plantas en la superficie terrestre.

## Escala temporal y escala espacial de los procesos atmosféricos
Cuando hablamos de escala al referirnos a los distintos patrones y procesos geográficos, nos estamos refiriendo a las dimensiones de dichos procesos bien sea en el tiempo (procesos temporales) como en el espacio terrestre (procesos espaciales o geográficos). En el caso específico de la atmósfera, los procesos temporales se deben a los flujos de energía que se presentan en su seno y a la duración de los mismos. Y la dimensión espacial hace referencia a la extensión y alcances de dichos flujos de energía en el espacio tridimensional de la atmósfera.
Existen ciertos patrones que relacionan ambas escalas (tiempo y espacio), generalmente, en forma proporcional: un fenómeno atmosférico, como puede ser una tormenta, suele tener una duración proporcional al tamaño o dimensión espacial de la misma. Por ejemplo, un tornado tendrá una duración mucho más corta (cuestión de minutos u horas) que un huracán (días o semanas).

## Fenómenos atmosféricos
La dinámica atmosférica integra el conjunto de procesos físicos o meteorológicos que se producen en el seno de la atmósfera terrestre. Aunque la Tierra no es el único planeta con atmósfera haremos referencia aquí solamente a los procesos atmosféricos terrestres. El motor de todos los procesos atmosféricos terrestres se deriva de la radiación solar recibida por nuestro planeta de acuerdo a su movimiento de traslación y, sobre todo, al movimiento de rotación terrestre, y los cambios que origina en su seno, que son: 
- Calentamiento y enfriamiento del aire (aumento y descenso de la temperatura atmosférica), siguiendo un ciclo que puede ser diario, estacional o anual, debido a las consecuencias de los movimientos de rotación y de traslación de nuestro planeta.
- Variaciones espaciales y temporales de la presión atmosférica. Este proceso está íntimamente relacionado con el anterior: el calentamiento de aire provoca la disminución de su densidad (porque se expande) y, por ende, la disminución de su presión atmosférica.
- Los vientos, que se producen para compensar las diferencias de presión atmosférica señaladas en el punto anterior. La ley general en este caso es que los vientos se desplazan desde los lugares donde tienen mayor presión a los que tienen menor presión.
- La humedad, que es la mayor o menor cantidad de vapor de agua que tiene la atmósfera en un lugar y momento determinados.
- Las precipitaciónes, que forman parte importantísima en el ciclo hidrológico y que, en definitiva, hacen posible la vida en la Tierra al permitir que con la evaporación, la condensación y las lluvias se abastezca la provisión de las aguas continentales (aguas superficiales o subterráneas de continentes e islas en los ríos, lagos, etc.)

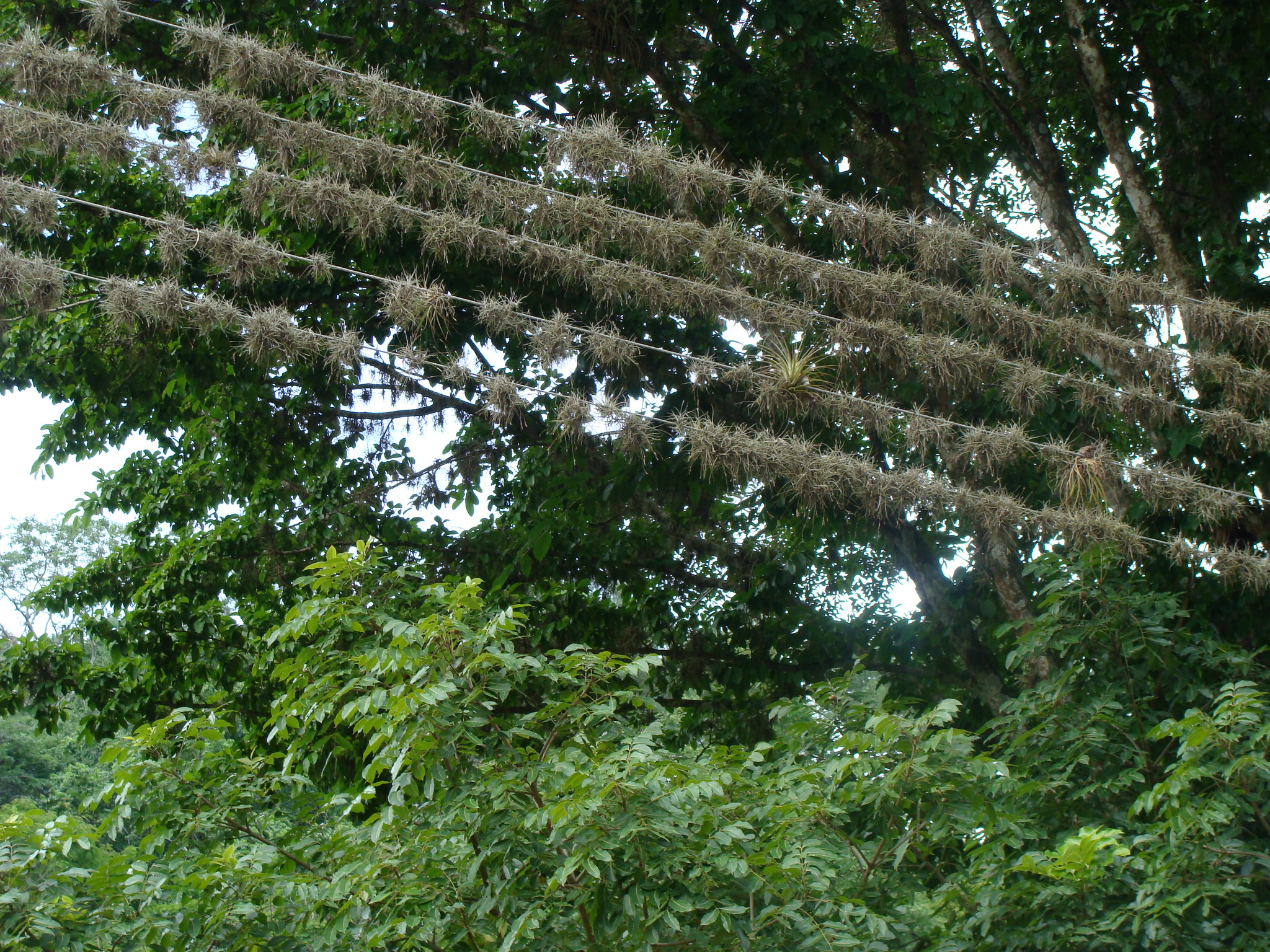
Plantas epífitas (Bromelias) en los cables de la luz eléctrica. Estas plantas, como todas las demás, viven a expensas de la luz solar (luz visible) así como del dióxido de carbono y agua del aire y/o del suelo.

Todos los procesos meteorológicos y bioquímicos de la atmósfera (y de los océanos) tienen un origen común: el calentamiento de nuestro planeta debido a los rayos solares. También algunos procesos geológicos internos pueden intervenir de alguna manera en el calentamiento o enfriamiento de la atmósfera, pero sus efectos son casi insignificantes a escala global, aunque localmente pueden tener cierta relevancia. Este calentamiento se realiza siempre hacia arriba, es decir, a partir de la superficie terrestre y, sobre todo, a partir de la superficie acuática. La razón está en la compresibilidad del aire: el aire se comprime debido a su propio peso y, por ende, la mayor presión se obtiene en la superficie de nuestro planeta. Una masa de aire comprimido puede calentarse en mucho mayor grado que una que se encuentre a menor presión, como se ha indicado en la imagen que explica el inflado de las ruedas de una bicicleta. El valor de este calentamiento se obtiene midiendo la temperatura atmosférica. Así pues, este calentamiento es, en su mayor parte, indirecto, porque gran parte de la radiación solar atraviesa el aire sin calentarlo hasta llegar a las capas inferiores en contacto con la superficie terrestre las cuales se calientan debido al calor reflejado por la superficie terrestre y, especialmente, marina. Dicho en otros términos, los rayos solares atraviesan casi toda la atmósfera sin calentarla significativamente, debido al fenómeno llamado diatermancia, que implica que el aire casi no absorbe el calor de los rayos solares incidentes, es decir, los procedentes directamente del Sol. Pero la superficie terrestre y oceánica reenvían hacia la atmósfera una radiación infrarroja, lo que se conoce como calor oscuro (rayos infrarrojos o rayos de calor, que son invisibles por el ojo humano). Los rayos infrarrojos sí calientan el aire por ser de onda larga y este proceso resulta favorecido por la mayor presión de la atmósfera al nivel de la superficie terrestre: como ya se ha visto, el aire comprimido puede atrapar mayor energía calórica que el aire a menor presión.

### Diatermancia
Se denomina diatermancia a la propiedad del aire de ser atravesado por los rayos solares casi sin calentarse por la radiación solar. No hay que confundir este término con el de diatermia, que es el tratamiento médico de diversas afecciones con el empleo de radiaciones de calor (infrarrojas) por medios eléctricos o electromagnéticos. En idioma inglés, se emplea el término diathermancy con el mismo significado que aquí se desarrolla y diathermanous (diatérmano) a aquellos cuerpos que son transparentes a las radiaciones térmicas, es decir, que se dejan atravesar directamente por los rayos solares (espectro visible) sin calentarse de manera perceptible.
Sin embargo, la capa superficial del aire, en contacto con la superficie tanto sólida como líquida de nuestro planeta, que es la de mayor densidad porque soporta el mayor peso de la atmósfera, absorbe gran cantidad del calor reflejado por dicha superficie terrestre, por lo que en este caso, deja de ser diatérmano, por lo menos, a una corta distancia del suelo hacia arriba. Lo que sucede es que el calor reflejado por la superficie terrestre está formado por rayos infrarrojos (lo cual se denomina calor oscuro porque los rayos infrarrojos no pueden verse) y su longitud de onda es muy grande (bastante mayor que los rayos visibles de luz roja) y estos sí logran calentar el aire, el cual se eleva automáticamente, con lo que se enfría rápidamente hasta alcanzar, a cierta altura, la misma temperatura que el aire circundante, con lo que su movimiento de ascenso cesa también automáticamente. El proceso se invierte durante gran parte de la noche y del día, cuando el aire a cierta altura disminuye su temperatura debido a la irradiación nocturna y desciende en consecuencia. Esto significa que el calentamiento de la atmósfera por los rayos solares siempre trae un desfase considerable de unas 12 horas en la zona ecuatorial hasta de varios días en las zonas templadas y polares. Dicho desfase o retraso es el que determina los fenómenos de subsidencia y de convección que marcan, a su vez, los días de lluvia o de tiempo seco.

### Efecto invernadero
Debido a que toda la atmósfera actúa como si fuera un solo gas, no existen unos gases con efecto invernadero y otros que no lo tengan. Así, el efecto invernadero es la forma como toda la atmósfera, en especial en los primeros km de altura a partir de la superficie terrestre, protegen a nuestro planeta del bombardeo producido por los aerolitos (las llamadas estrellas fugaces muestran la incandescencia de los mismos debido a la fricción con el aire de la atmósfera) y por los rayos ultravioleta, absorbidos en su mayor parte en las capas altas de la atmósfera. El efecto protector de la atmósfera es similar al del techo transparente de un invernadero, que deja pasar la luz, pero no otros efectos nocivos para las plantas, cuyo crecimiento (agua, luz y nutrientes) siempre está controlado para poder tener resultados óptimos. Y como vemos en las plantas epífitas en los cables de la luz (foto tomada a unos 15 km al oeste de San Juan de los Morros en Venezuela), algunos vegetales sólo necesitan para crecer y sobrevivir lluvia y aire: la lluvia y el agua que forma las nubes absorben el dióxido de carbono del aire para formar ácido carbónico  y agua, desechando parte del oxígeno que pasa a ser la fuente de vida para los hombres y los animales.
A su vez, con la fotosíntesis se van logrando moléculas cada vez más complejas hasta llegar a la glucosa, que vendría a ser el inicio de toda la biomasa que existe en nuestro planeta, de acuerdo con la fórmula siguiente:

{\displaystyle \mathrm {6CO_{2}+6H_{2}O\to C_{6}H_{12}O_{6}+6O_{2}} }

según la cual las plantas, a través de la fotosíntesis, pueden transformar el ácido carbónico de la atmósfera en glucosa, más oxígeno libre.
La fotosíntesis es lo que explica el hecho de que la larga era azoica (sin vida) terminó con la aparición de las primeras plantas y, mucho después, aparecieron los animales, cuando las plantas fueron regenerando la formación del oxígeno libre mediante ese proceso de fotosíntesis.
El efecto invernadero es pues, un efecto producido por todos los gases que forman el aire y no solo por el dióxido de carbono y el vapor de agua. Precisamente, la mejor prueba de que todos los gases que forman la atmósfera producen el efecto invernadero es la escasez (porcentualmente hablando) del dióxido de carbono y del vapor de agua. Y la escasez de dióxido de carbono se explica, a su vez, por ser el gas que las plantas utilizan para vivir y alimentarse. Lo mismo podemos decir del vapor de agua y de la propia agua que forman las nubes.

### Temperatura atmosférica
Como ya se ha dicho, la radiación solar es el motor inicial de todos los procesos atmosféricos. Pero como esta radiación no es uniforme ni en el espacio ni en el tiempo, se originan áreas que se calientan o enfrían más que otras y estas diferencias se traducen en diferencias en el calentamiento desigual de la atmósfera terrestre, que tienen una importancia fundamental en el estudio de la geografía y en las condiciones de habitabilidad para las plantas, animales y seres humanos. Las diferencias de calentamiento del aire se conocen con la medición de la temperatura atmosférica.

### Presión atmosférica
El calentamiento indirecto del aire hace que aumente de volumen y, por lo tanto, que disminuya su densidad. Esta densidad a un nivel determinado se conoce como la presión atmosférica, valor medido con el barómetro de mercurio o aneroide, aparato desarrollado en base al experimento inicial de Torricelli. Con este aparato se mide el peso de una columna de aire en un lugar determinado, al compararlo con el peso que debería tener en condiciones normales. En resumen, el calentamiento indirecto del aire por la insolación genera una presión atmosférica determinada (a mayor temperatura, menor presión atmosférica) porque el aire se dilata, asciende y, por lo tanto pesa menos, es decir, disminuye su presión. Las diferencias en la presión atmosférica determinan la producción de los vientos que van de las zonas de mayor presión a las de menor presión. 

### Vientos
Se denominan vientos a los movimientos del aire en el seno de la atmósfera. Los vientos siempre tienen dos componentes, uno horizontal y otro vertical y ambos componentes se compensan entre sí, a distintas escalas, casi de manera perfecta.
El calentamiento solar de la atmósfera no es uniforme, por lo que existen zonas más frías y por lo tanto, de mayor presión (anticiclones) y zonas más cálidas donde la presión es menor (ciclones o depresiones). Como el aire en los ciclones o depresiones tiende a subir, el vacío que dejan es reemplazado por aire procedente de las zonas de alta presión o anticiclones, originándose así los vientos, que constituyen uno de los procesos fundamentales de la dinámica atmosférica, al ser responsables de una enorme transferencia de energía en el seno de la atmósfera.

### Humedad
La humedad del aire es la cantidad de vapor de agua que se encuentra presente en la atmósfera terrestre. El vapor procede de la evaporación del agua en los mares y océanos, en los ríos, los lagos, y de la transpiración de los seres vivos, en especial, de los vegetales. Puede ser absoluta (gramos por metro cúbico, por ejemplo) y relativa (que es el porcentaje del valor máximo de humedad o punto de saturación que el aire tiene en un momento dado). Así, una humedad del 25 %, por ejemplo, sería una humedad muy escasa, mientras que una humedad cercana al 100 % estaría saturada y podría comenzar a producirse una rápida condensación, y por lo tanto, a formar lluvias y otras formas de precipitación, dependiendo de la temperatura. Ello significa que la misma humedad absoluta corresponderá a una humedad relativa más baja si la temperatura del aire es elevada, y una humedad relativa más alta si la temperatura es baja.

### Precipitaciones

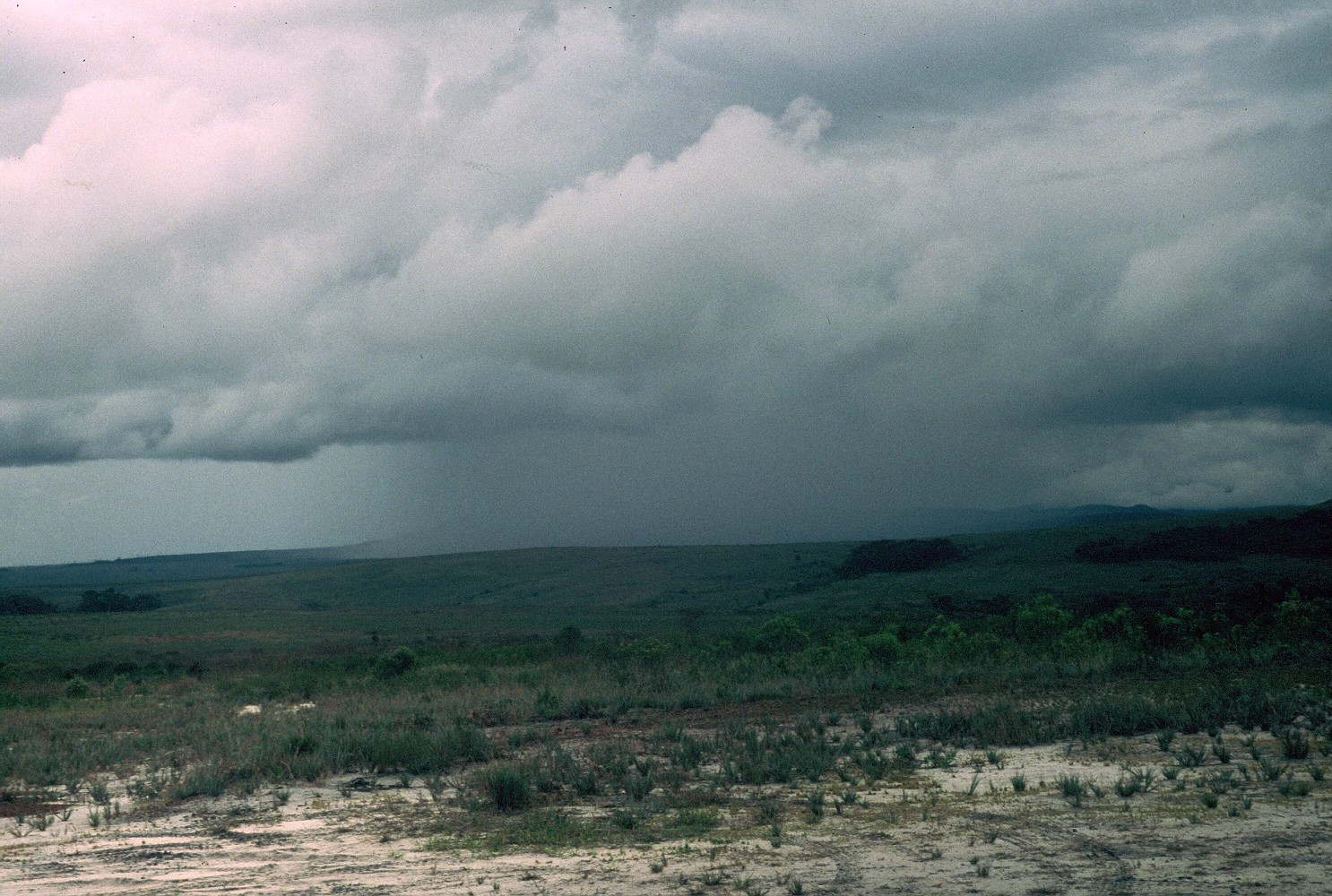
Lluvia de convección en la Gran Sabana producida en el seno de un cumulonimbo.

Las lluvias, lo mismo que sucede con los vientos, constituyen procesos termodinámicos de la atmósfera que forman una parte muy importante del ciclo hidrológico en la naturaleza. Los procesos involucrados en el ciclo hidrológico son: 
- 1. Calentamiento de la superficie terrestre (litósfera e hidrósfera) y dicho calentamiento ocasiona, a su vez, el calentamiento del aire en la parte en contacto con dicha superficie.
- 2. Dilatación térmica del aire calentado y, por ende, disminución de su densidad, con lo que el aire se eleva.
- 3. Condensación de la humedad del aire debido al ascenso de dicho aire por su menor densidad.
- 4. Saturación de dicho nivel de humedad (punto de rocío), con lo que el agua contenida en las nubes que se van formando por el ascenso del aire, se condensa hasta que el aumento del diámetro de las gotas ocasiona la precipitación.

En resumen, las lluvias dan origen a un reparto más equitativo (temporal y espacialmente) del calor previamente recibido por la superficie terrestre a partir de la radiación solar.